# 네르친스크
네르친스크(러시아어: Нерчинск)는 러시아 자바이칼 지방에 위치한 도시로, 인구는 15,748명(2002년 기준)이다. 치타(자바이칼 지방의 행정 중심지)에서 동쪽으로 305km, 바이칼호에서 동쪽으로 644km 정도 떨어진 곳에 위치한다.
1689년 청나라와 러시아 제국 사이에 체결된 조약인 네르친스크 조약이 체결된 곳이기도 하다.